# Пириу-де-Вале
Пириу-де-Вале (рум. Pârâu de Vale) — село у повіті Горж в Румунії. Входить до складу комуни Годінешть.
Село розташоване на відстані 252 км на захід від Бухареста, 22 км на захід від Тиргу-Жіу, 97 км на північний захід від Крайови.

## Населення
За даними перепису населення 2002 року у селі проживали 276 осіб, усі — румуни. Усі жителі села рідною мовою назвали румунську.